# Estamariu

Vị trí của Estamariu within Alt Urgell

Estamariu là một đô thị trong ‘‘comarca’’ Alt Urgell, tỉnh Lleida, Catalonia, Tây Ban Nha.